# Gustav Trittel
Gustav Trittel (* 9. Februar 1865 in Nöschenrode; † 21. Februar 1929 in Berlin) war Pädagoge und Mitglied des Deutschen Reichstags.

## Leben
Trittel besuchte das Gräfliche Gymnasium zu Wernigerode bis 1884. Er studierte dann in Tübingen, Jena und Halle klassische Philologie und legte die Lehramtsprüfung in Halle am 6. Juli 1889 ab. Das Probejahr leistete er am Stiftsgymnasium in Merseburg von 1889 bis 1890 ab. Dort blieb er noch als wissenschaftlicher Hilfslehrer bis 1891. Zugleich unterrichtete er an der landwirtschaftlichen Winterschule in Merseburg. Von 1891 bis 1892 war er als wissenschaftlicher Hilfslehrer am Fürstlichen Gymnasium in Wernigerode tätig. Da sich die Aussichten für Altphilologen immer ungünstiger gestalteten, studierte er 1892/93 in Halle Geschichte und Erdkunde. Die Prüfung darin bestand er am 9. Juni 1894. Nachdem er von 1894 bis 1895 am Fürstlichen Gymnasium zu Wernigerode als wissenschaftlicher Hilfslehrer tätig gewesen war, wurde er 1895 als wissenschaftlicher Lehrer an die Stadtschule von Greiffenberg in Schlesien gewählt. Am 1. Oktober desselben Jahres ging er an die in der Entwicklung begriffene städtische Realschule in Oschersleben, wo er nach Anerkennung der Schule als Oberlehrer bis 1905 wirkte. Zu diesem Zeitpunkt wurde er an das Gymnasium in Nordhausen berufen, wo er bis 1911 blieb. 1911 wird er an das Gymnasium zu Neuhaldensleben berufen.
Von 1917 bis 1918 war er Mitglied des Deutschen Reichstags für den Wahlkreis Magdeburg 5 (Neuhaldensleben, Wolmirstedt) und die Nationalliberale Partei. Von 1921 bis zu seinem Tod war er für die DDP Mitglied des Preußischen Staatsrates.